# Utójáték

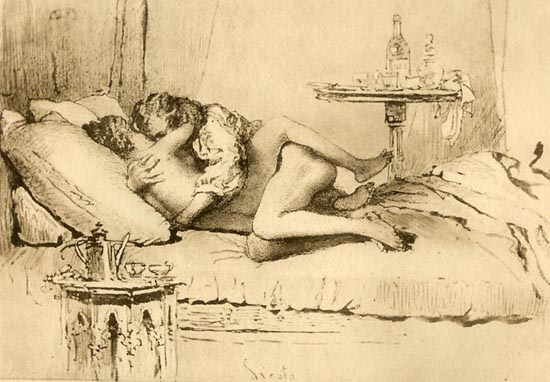
Zichy Mihály: Beteljesülés után

A nemi életben a közösülés után általában az utójáték következik. Gátolja a szerelmi kapcsolat hirtelen megszakadását, segíti a feszültség teljes oldódását.

## Szükségessége
A férfiak egy része nem kedveli az utójátékot. Ez abból a szempontból érthető, hogy a férfi nemi szerv egy része, a makk a magömlés után rendkívül érzékeny. Magömlés után tovább ingerelni ezt a testrészt sok esetben túlzott, már-már fájdalmas. Az viszont kevésbé érthető, hogy a férfiak miért nem vállalkoznak szívesen a játszadozásra még a partnerükkel, a nők érdekében. A nők ugyanis a szex után többnyire érzelmileg kissé túlcsordult állapotban vannak. Ezzel szemben a férfiak legtöbbjénél a szeretkezés fizikai szinten marad, s a magömléssel egy időben úgy kifáradnak, mintha hosszútávfutás után éppen célba értek volna.
Ha a nő a vágyott „célt” nem érte el, azaz az orgazmus közelében sem járt, nyilvánvalóan fontos az utójáték (amely ez esetben természetesen nem tekinthető a szó szoros értelmében vett utójátéknak, hanem a közösülés része). Természetesen előfordul, hogy a nő sem igényli az orgazmus után az utójátékot, ennek élettani oka is lehetséges: a teljes értékű orgazmus biológiai következménye az, hogy a csikló túlzottan érzékennyé válik (mint a férfiak makkja), és inkább negatív ingert lehet elérni, mint érzelemgazdag kényeztetést. Természetesen az utójátéknak elsősorban érzelmi, mint fizikai tevékenység, tehát ebbe a nemi szervek aktus utáni további ingerlése nem feltétlenül tartozik bele.
Az ember nem mindig – és nem mindenben – különb az állatnál. Abban mindenképpen, hogy a szexualitása a fajfenntartásról jelentősen eltolódott az örömszerző funkció felé, és ezért a szeretkezései (a szó is ezt rejti) szeretetet, pozitív érzelmet is feltételeznek.

## Külső hivatkozások
- https://web.archive.org/web/20080119050659/http://www.mimi.hu/szex/utojatek.html [Tiltott forrás?]
- http://www.origo.hu/noilapozo/lelekbuvar/20020408szexualis.html
- https://web.archive.org/web/20090207051050/http://ideal.hu/2/szex-es-szerelem/kiadvanytol-fuggetlen/2008-11-26/szexabece-12-utozongek-utojatek-es-az-illem

1. ↑  Füredi Krisztián: Csikló, klitorisz - Füredi Krisztián szexuálpszichológus. (Hozzáférés: 2023. január 27.)